# Unterbuch (Gemeinde Buch-St. Magdalena)
Unterbuch ist ein Dorf in der Oststeiermark, unweit der burgenländischen Grenze, und ist Ortschaft und Katastralgemeinde der Gemeinde Buch-St. Magdalena im Bezirk Hartberg-Fürstenfeld der Steiermark.

## Geographie
Der Ort befindet sich am Nordrand des Oststeirischen Riedellands, 45 Kilometer östlich von Graz, 6½ km südlich von Hartberg. Er liegt auf 314 m ü. A. in der Talung des Hartberger Safen, direkt an der A 2 Süd Autobahn. (Wien – Graz).
Zum Ortschaftsgebiet gehören auch der Weiler Neudörfl südlich, und die drei Rotten Jungberg, Burgstall und Grubberg östlich am Talhang, zwischen Lindenwald und Buchwald. Das Katastralgebiet umfasst 560 Hektar, und ist durchwegs landwirtschaftlich geprägt.
Nachbarorte, -ortschaften und -katastralgemeinden
| Wenireith (O u. KG, Gem. Hartberg Umg.) | Oberbuch (O, KG)                            | Weinberg (O, KG) Leiten                                     |
| Unterdombach (O, KG) Ritterhof          | Kompassrose, die auf Nachbargemeinden zeigt | Burgstall Lemberg (O, KG)                                   |
| Lebenhof                                | Neudörfl Geiseldorf (O, KG)                 | JungbergRohrbach bei Waltersdorf (O u. KG, Gem. Sebersdorf) |

## Geschichte
Unterbuch wird erstmals 1329 als inferior Puech genannt, Puech hieß das heutige Oberbuch. Wie auch Oberbuch wurde das Dorf vermutlich im 12. Jahrhundert vom Herrenhof Hopfau auf einem Landstück der Aribonen gegründet. Es ist ein typisches Zeilendorf mit einigen Berghäusern.
Vermutlich im Jahr 1418 wurde das Dorf von den Ungarn verwüstet, 1532 von den Türken.
1558 ist das Dorf abgebrannt. Im Jahr 1605 wurde das Dorf von den Heiducken überfallen und niedergebrannt.
In den Jahren 1704 und 1707 überfielen zwei Mal die Kuruzen das Dorf. 1712 war das Dorf wieder aufgebaut.
1849/50, bei der Schaffung der Ortsgemeinden nach der Revolution 1848/49, wurde Unterbuch schließlich mit Oberbuch zur Gemeinde Buch zusammengefasst, wobei das inzwischen größere Unterbuch Gemeindehauptort wurde.

### Verkehrsgeschichte
Die Überlandstraße durchs Safental (Hartberg – Fürstenfeld) war von alters her eine bedeutende Route gewesen, was die Ortsentwicklung begünstigt hatte.
1891 wurde die Fortführung der Lokalbahn Fehring–Fürstenfeld nach Hartberg erbaut, die am 19. Oktober des Jahres eröffnet wurde. Damit bekam Buch einen Bahnhof (heute nur mehr Haltestelle).
In den 1980er Jahren wurde die Süd Autobahn A 2 errichtet, die das Ortschaftsgebiet durchschneidet. Das Baulos Anschlussstelle (ASt) Hartberg – ASt Ilz–Fürstenfeld (rechte Richtungsfahrbahn) im Ausmaß von 23 km wurde am 10. Dezember 1983 eröffnet. Am 31. Oktober 1989 folgte die linke Fahrbahn im Abschnitt ASt Hartberg – ASt Sebersdorf–Bad Waltersdorf (die Weiterführung nach Ilz konnte erst 1991 freigegeben werden, die Brücke bei Bad Waltersdorf noch später).
Die Anschlussstelle Sebersdorf–Bad Waltersdorf der A 2 bei Sebersdorf (exit 126/127) liegt fünf Kilometer südlich, die Anschlussstelle Hartberg (exit 117) 5 km östlich von Hartberg.
Durch den Ort führt parallel die L 401 Hartbergerstraße (Lebing/B 54 – Fürstenfeld/B 319, ca. km 5,6–6,5).
Auch die Thermenbahn führt am Ort vorbei.

### Gemeindefusionen

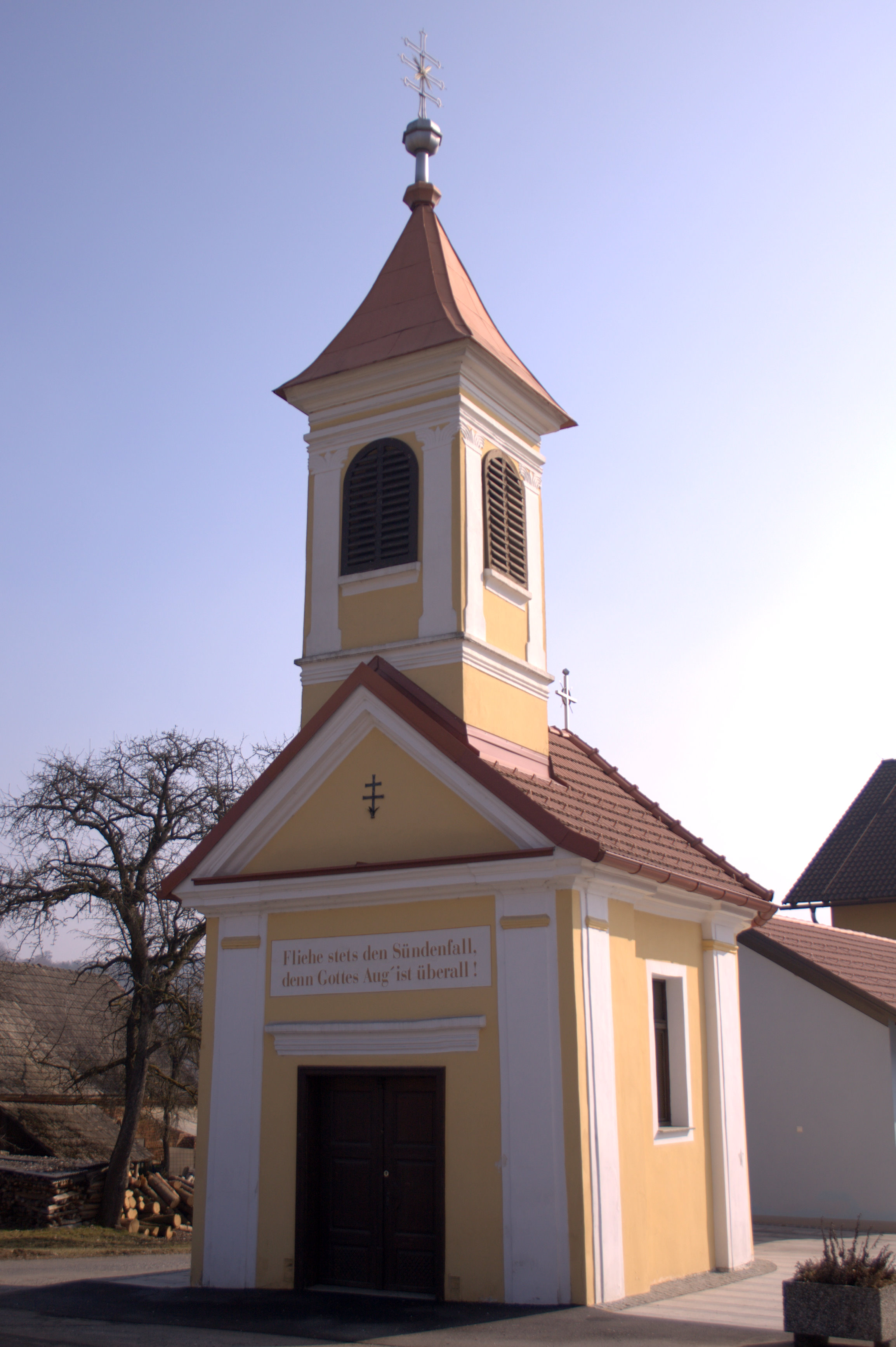
Kapelle Unterbuch

- 1959 wurde die Gemeinde Buch mit Geiseldorf zu Buch-Geiseldorf vereinigt.
- Bis 2012 gehörte die Gemeinde zum Bezirk Hartberg.
- Seit 1. Jänner 2013 gehört sie zur neu geschaffenen Gemeinde Buch-St. Magdalena, seit 2015 liegt diese im Bezirk Hartberg-Fürstenfeld.

## Sehenswürdigkeiten
- Ortskapelle: Das kleine Kapelle mit großem giebelständigen Dachreiter steht unter Denkmalschutz. Sie gehört zur Stadtpfarrkirche Hartberg[5] und damit zum Dekanat Hartberg.